# Mezinárodní politická ekonomie
Mezinárodní politická ekonomie (IPE), někdy označovaná také jako globální politická ekonomie, odkazuje buďto přímo na ekonomii, nebo mezioborový akademický vědní obor, jenž analyzuje propojení mezinárodních vztahů s ekonomií. Je-li tento pojem použit v poslední zmíněné souvislosti, předmětem zkoumání bývá většinou ekonomie a ekonomika, ačkoli popisovaná oblast může zahrnovat poznatky i z dalších vědních oborů, jako například politologie, sociologie, dějepis nebo kulturální studia. Mezinárodní politická ekonomie je blízce spojena s obory makroekonomie, zahraničního obchodu, mezinárodního rozvoje a rozvojové ekonomiky.
Odborníci v oblasti mezinárodní politické ekonomie se zabývají především diskuzí a výzkumem na téma globalizace, zahraničního obchodu, světové ekonomiky, finanční krize, mikroekonomie, makroekonomie, rozvojové ekonomiky (chudoba a úloha institucí ve vývoji), globálního trhu, politického rizika, spolupráce při řešení mezinárodních ekonomických problémů a strukturální rovnováhy moci mezi jednotlivými státy a institucemi.

### Teorie her

Odborníci IPE někdy využívají k modelování výsledků politických jednání teorii her.

## Původ
Až do devatenáctého století byly pojmy ekonomie a politická ekonomie zcela ekvivalentní, tehdy se však jejich význam začal rozcházet. Jako první z politických ekonomů bývají označováni John Maynard Keynes, Karl Marx a další.

## Problémy v mezinárodní politické ekonomii

### Globální trh
Hlavním tématem mezinárodní politické ekonomie je globální trh a finance. Největšího rozvoje se tyto fenomény dočkaly díky přechodu od merkantilismu k zavádění do praxe myšlenek Adama Smithe.
Smithův liberální pohled měl obecně nejvíce zastánců na západní akademické půdě, kde byl také v osmnáctém století poprvé představen. Tuto podporu si systém udržel i v následujících staletích, vyjma období mezi 40. a 70. lety století dvacátého, kdy se začalo rozsáhle podporovat též keynesiánství. Keynes se zabýval především domácí makroekonomickou politikou. Keynesiánský model byl konfrontován Friedrichem Hayekem a později také Miltonem Friedmanem a dalšími významnými ekonomy již v 50. letech. Do konce let 70. se vliv keynesiánství na směřování světové ekonomiky a tvorbu hospodářské politiky výrazně snížil.
Po druhé světové válce byl založen tzv. Brettonwoodský měnový systém odrážející rozvíjející se politicko ekonomický směr označovaný jako integrovaný liberalismus. V roce 1971 začal prezident Richard Nixon od této politiky upouštět a až do roku 2008 byl uplatňován trend stále větší liberalizace mezinárodního obchodu a financí, který je označován jako neoliberalismus. V důsledku finanční krize roku 2007 se však ze strany světových lídrů ozývají hlasy k zavedení nového brettonwoodského systému.
Mezinárodní politická ekonomie začíná též zahrnovat nová témata jako mezinárodní měnový fond, finanční krize (viz finanční krize 2007 – 2008 a asijská finanční krize), směnné kurzy, přímé zahraniční investice a nadnárodní společnosti.

### Mezinárodního obchod
Mezinárodní politická ekonomie se zabývá teoriemi mezinárodního obchodu, jako je například Heckscherův a Ohlinův model nebo Ricardiánská ekonomika. Odborníci IPE se věnují problematice globálního trhu, strategických teorií obchodu, obchodních válek, národních platebních bilancí nebo obchodního deficitu.
Jednotliví státní aktéři v období od vzniku moderní ekonomiky v patnáctém století až do poloviny století minulého uplatňovali především politiku merkantilismu. Suverénní státy soutěžily v hromadění drahých kovů dosahováním obchodních přebytků nebo dobýváním a obsazováním nových území. Toto bohatství bylo poté využíváno k vybudování infrastruktury nebo posílení vojenských složek.
Po Washingtonském konsenzu roku 1989 se však začíná upřednostňovat v zahraničním obchodu strategie win-win, kde by firmám mělo být umožněno soutěžit, či spolupracovat v závislosti na tržních silách. Po druhé světové válce bylo dosaženo značného úspěchu developmentalismu v oblasti Jižní Ameriky. Vysoká míra ekonomického růstu a rovnosti byla z velké části dosažena díky opatřením a politice prosazované Raulem Prebischem, jehož studenti a spolupracovníci byli poté obsazováni do vládních rolí po celém kontinentu.

### Rozvojová studia
IPE se zabývá též rozvojovou ekonomikou a vysvětluje, jak a proč se země rozvíjejí.

### Srovnání americké a britské IPE
Americký politický ekonom Benjamin Cohen ve svém díle poskytuje detailní náhled do historie amerického i britského tábora mezinárodní politické ekonomie. Americký přístup je více pozitivistický, snaží se vytvořit teorie střední úrovně, které bývají podpořeny kvantitativními důkazy v určité podobě. Naproti tomu je britský přístup více „výkladový“ a snaží se odhalit „velké teorie,“ jež využívají různých metod empirického šetření. Benjamin Cohen spatřuje výhody v obou ze zmíněných přístupů.Každý z nich se pak dočkal speciální edice v časopisu New Political Economy, který referoval o „britské škole“ IPE, respektive v Review of International Political Economy, jenž se věnoval škole americké.
Toto srovnání bylo předmětem diskuze Wawrick/RIPE v roce 2008 Archivováno 26. 11. 2018 na Wayback Machine., kde o tématu debatovali Benjamin Cohen, politolog Mark Blyth, profesor politologie a mezinárodních studií Richard Higgott a profesor politické ekonomie Matthew Watson. Především Higgott a Watson se v diskuzi pozastavovali nad vhodností dříve uvedených Cohenových kategorií.

## Významní vědci v oboru mezinárodní politické ekonomie
- Giovanni Arrighi
- Mark Blyth
- Daniel Drezner
- David P. Calleo
- Benjamin Cohen
- Robert W. Cox
- Ziya Onis
- Peter Gowan
- Stephen Gill
- Robert Gilpin
- Jeffrey A. Hart
- Eric Helleiner
- Richard Higgott
- Albert Otto Hirschman
- Peter J. Katzenstein
- Stephen D. Krasner
- Robert O. Keohane
- Charles P. Kindleberger
- Renee Marlin-Bennett
- Walter Mattli
- Helen Milner
- Dale D. Murphy
- Amrita Narlikar
- Jonathan Nitzan
- Ronen Palan
- Louis Pauly
- Robert Putnam
- Ronald Rogowski
- John Ruggie
- Leonard Seabrooke
- Timothy J. Sinclair
- Susan Strange
- Kees Van Der Pijl
- Colin Thain
- Immanuel Wallerstein
- Matthew Watson
- Rorden Wilkinson
- Ellen Meiksins Wood
- Ngaire Woods
- Brigitte Young
- Christoph Scherrer

## Vzdělávací instituce a studijní programy v oboru
- Fordham University nabízející titul BA v oboru International Political Economy
- University of Copenhagen nabízející titul MSc v oboru Political Science se specializací International Political Economy
- City, University of London nabízející tituly BSc a MA
- Georgetown University, Edmund A. Walsh School of Foreign Service nabízející titul BSFS (BSc) a další.